# Bonifacije Tarški
Sveti Bonifacije Tarški (grč. Βονιφάτιος) prema legendi, pogubljen je kao kršćanin 307. godine u Tarzu u današnjoj Turskoj, kamo je otišao iz Rima kako bi svojoj gospodarici Aglaidi donio relikvije mučenika.

## Život
Bonifacije je bio jedan od Aglaidinih robova, upravitelj njezina kućanstva. Oboje su bili pogani i zajedno su živjeli u razvratu; neke legende kažu da su bili ljubavnici. Ipak, bio je velikodušan prema siromašnima, gostoljubiv prema strancima i suosjećajan prema onima u nesreći.
Čuvši za izvješća o čudima ozdravljenja u vezi s relikvijama mučenika, Aglaida je odlučila poslati ga da prikupi svete relikvije. Otkrivši po dolasku u Tarz da vlasti muče kršćane, otvoreno se proglasio kršćaninom. Nakon raznih mučenja, odrubljena mu je glava mačem. Njegovo vlastito tijelo činilo je relikvije koje su vraćene Aglaidi, koja je potom postala kršćanka.

## Štovanje
U njegovu spomen sagradila je crkvu, koja je danas crkva sv. Bonifacija i Aglaide u Rimu. Podijelila je svoje bogatstvo siromašnima i živjela u samostanu 15 godina. Prema priči primila je božanski dar istjerivanja zlih duhova.
Pravoslci slavi oboje 19. prosinca kao „mučenika Bonifacija u Tarzu u Ciliciji i pravednu Aglaidu iz Rima”. Zazivaju se protiv pijanstva.
U 12. stoljeću ime Bonifacija (bez Aglaide) uvršteno je 14. svibnja u Opći rimski kalendar s najnižim rangom blagdana. Godine 1955. papa Pio XII. sveo je slavlje na spomendan unutar ferijalne mise. Zbog povijesno nepotvrđena karaktera priče, revizija Općeg rimskog kalendara iz 1969. u potpunosti je uklonila spomen ovog Bonifacija, koji također nije među devet svetaca ovog imena koje Rimski martirologij prepoznaje.
Zbog datuma svog blagdana, Bonifacije Tarški bio je jedan od trojice koji su, zbog vjerovanja da je hladno razdoblje uobičajeno od 12. do 14. svibnja, nazvani Ledenim svecima u Švicarskoj, Poljskoj, Češkoj i istočnoj Njemačkoj, tradicija poznata i Martinu Lutheru.